# Bozkuş (Atkaracalar)
Bozkuş is een dorp in het Turkse district Atkaracalar en telt 150 inwoners (2000).

## Verkeer en vervoer

### Wegen
Bozkuş ligt aan de nationale weg D100.
Centrale districtsplaats (İlçe Merkezi): Atkaracalar
Gemeenten (Beldeler): Çardaklı
Dorpen (Köyler):
Bozkuş · Budakpınar · Demirli · Eyüpözü · Üyük · Ilıpınar · Kızılibrik · Kükürt · Susuz · Yakalı